# Helan och Halvan som gatans trubadurer
Helan och Halvan som gatans trubadurer (engelska: Below Zero) är en amerikansk komedifilm med Helan och Halvan från 1930 regisserad av James Parrott.

## Handling
Det är vinter, och Helan och Halvan är gatumusikanter i syfte att tjäna pengar, dock utan någon större framgång. Halvan hittar sedan en plånbok i snön, och när de springer på en polis bjuder de honom på en festmåltid. Men när notan ska betalas märker de vem plånboken tillhör...

## Om filmen
När filmen hade Sverigepremiär 1932 gick den under titeln Helan och Halvan som gatans trubadurer. Alternativa titlar till filmen är Gatumusikanterna, Gatans trubadurer och Helan och Halvan i Gatumusikanterna (1958 och 1963).
Handlingen bygger på Hal Roachs tidigare stumfilmer Starvation Blues från 1925 och Toffelhjältar på vift från 1928, varav den sistnämnda medverkar duon i.
Filmen spelades samtidigt in i en spanskspråkig version med titeln Tiembla y Titubea, där Helan och Halvan själva pratar spanska. Denna version finns bevarad.

## Rollista (i urval)
- Stan Laurel – Stan (Halvan)
- Oliver Hardy – Ollie (Helan)
- Frank Holliday – polisen
- Tiny Sandford – kyparen Pete
- Jack Hill – servitör
- Bobby Burns – blind man, man som inte kan betala noten
- Leo Willis – skurk
- Baldwin Cooke – man vid fönstret
- Charlie Hall – sur handlare[2]